# 파비오 그로소
파비오 그로소(이탈리아어: Fabio Grosso, Ufficiale OMRI, 1977년 11월 28일 ~ )는 이탈리아의 은퇴한 축구 선수이며, 최근에 이탈리아 세리에A US 사수올로 칼초의 감독을 역임하고 있다.
그는 2006년 FIFA 월드컵에서 독일과의 4강 경기에서 연장 후반 14분에 이탈리아의 결승골로 독일에 2:0의 완승으로 팀의 우승에 크게 일조, 프랑스와의 결승전 승부차기에서 마지막 키커로 나서서 성공시키며 이탈리아의 4회 우승을 이뤄낸 것으로 유명하다.

## 수상

#### 페루자
- UEFA 인터토토컵 : 2003

#### 인테르나치오날레
- 2006년 수페르코파 이탈리아나
- 2006-07 세리에 A

#### 올랭피크 리옹
- 2007년 트로페 데 샹피옹
- 2007-08 리그 1
- 2007-08 쿠프 드 프랑스

#### 유벤투스
- 2011-12 세리에 A

#### 이탈리아
- 2006년 FIFA 월드컵

### 감독

#### 프로시노네
- 세리에 B : 2022-23

## 훈장
- 2006년 이탈리아 공화국 공로 훈장 4등급 (Ufficiale OMRI)
- 2006년 이탈리아 올림픽 위원회 공로장 (Golden Collar of Sports Merit:)